# San Agustin (Surigao du Sud)
Pour les articles homonymes, voir San Agustin.
San Agustin est une localité de la province du Surigao du Sud, aux Philippines. En 2015, elle compte 22 779 habitants.